# UCI America Tour 2013
L'UCI America Tour 2013 fu la nona edizione dell'UCI America Tour, uno dei cinque circuiti continentali di ciclismo dell'Unione Ciclistica Internazionale. Era composto da una trentina di corse che si svolsero tra ottobre 2012 e settembre 2013 in America.

## Calendario

### Ottobre 2012
| Data  | Prova                                        | Cat. | Vincitore       | Squadra                |
| ----- | -------------------------------------------- | ---- | --------------- | ---------------------- |
| 7     | Tobago Cycling Classic                       | 1.2  | Darren Matthews | Barbados Cycling Union |
| 14-21 | Tour do Brasil Volta Ciclística de São Paulo | 2.2  | Magno Nazaret   | Funvic-Pindamonhangaba |

### Novembre 2012
| Data  | Prova             | Cat. | Vincitore     | Squadra                    |
| ----- | ----------------- | ---- | ------------- | -------------------------- |
| 2-11  | Vuelta a Bolivia  | 2.2  | Maky Roman    | Prodem-Lotería del Táchira |
| 18-25 | Vuelta Mundo Maya | 2.2  | Giovanny Baez | EPM-Une                    |

### Dicembre 2012
| Data  | Prova                        | Cat. | Vincitore     | Squadra    |
| ----- | ---------------------------- | ---- | ------------- | ---------- |
| 17-29 | Vuelta Ciclista a Costa Rica | 2.2  | Óscar Sánchez | GW Shimano |

### Gennaio
| Data  | Prova                    | Cat. | Vincitore          | Squadra                |
| ----- | ------------------------ | ---- | ------------------ | ---------------------- |
| 6     | Copa América de Ciclismo | 1.2  | Francisco Chamorro | Funvic-Pindamonhangaba |
| 11-20 | Vuelta al Táchira        | 2.2  | Yeison Delgado     | Kino Táchira-Drodinica |
| 21-27 | Tour de San Luis         | 2.1  | Daniel Díaz        | San Luis Somos Todos   |
| 31-10 | Vuelta a Chile           | 2.2  | annullata          |                        |

### Aprile
| Data  | Prova                                            | Cat. | Vincitore            | Squadra |
| ----- | ------------------------------------------------ | ---- | -------------------- | ------- |
| 10-14 | Volta Ciclistica Internacional de Gravatai       | 2.2  | annullata            |         |
| 17-21 | Volta Ciclistica Internacional de Santa Catarina | 2.2  | annullata            |         |
| 21-28 | Vuelta Mexico                                    | 2.2  | annullata            |         |
| 21-28 | Vuelta a Guatemala                               | 2.2  | Óscar Sánchez Guarín |         |

### Maggio
| Data  | Prova                                        | Cat. | Vincitore           | Squadra                           |
| ----- | -------------------------------------------- | ---- | ------------------- | --------------------------------- |
| 1     | Campionati panamericani-Cronomentro Under-23 | CC   | José Luìs Rodriguez | Cile                              |
| 1-5   | Tour of the Gila                             | 2.2  | Philip Deignan      | UnitedHealthcare Pro Cycling Team |
| 2     | Campionati panamericani-Cronomentro          | CC   | Carlos Oyarzún      | Cile                              |
| 5     | Campionati panamericani-In linea             | CC   | Jonathan Paredes    | Colombia                          |
| 5     | Campionati panamericani-In linea Under-23    | CC   | Richard Carapaz     | Ecuador                           |
| 12-19 | Tour of California                           | 2.HC | Tejay van Garderen  | BMC Racing Team                   |
| 29-2  | Volta Ciclistica internacional do Paraná     | 2.2  |                     |                                   |

### Giugno
| Data  | Prova                               | Cat.   | Vincitore          | Squadra                           |
| ----- | ----------------------------------- | ------ | ------------------ | --------------------------------- |
| 2     | Philadelphia Cycling Classic        | 1.2    | Kiel Reijnen       | UnitedHealthcare Pro Cycling Team |
| 1-5   | Coupe des Nations Ville de Saguenay | 2.NCup | Sondre Holst Enger | Norvegia                          |
| 9-16  | Ruta del Centro                     | 2.2    | annullato          | annullato                         |
| 9-23  | Vuelta a Colombia                   | 2.2    | Óscar Sevilla      | EPM-UNE                           |
| 11-16 | Tour de Beauce                      | 2.2    | Nathan Brown       | Bontrager                         |

### Luglio
| Data  | Prova              | Cat. | Vincitore         | Squadra                      |
| ----- | ------------------ | ---- | ----------------- | ---------------------------- |
| 7     | Tour de Delta      | 1.2  | Steve Fisher      | Hagens Berman Cycling        |
| 19-28 | Vuelta a Venezuela | 2.2  | Carlos José Ochoa | Androni Giocattoli-Venezuela |

### Agosto
| Data  | Prova                     | Cat. | Vincitore             | Squadra                |
| ----- | ------------------------- | ---- | --------------------- | ---------------------- |
| 2-4   | Tour of Elk Grove         | 2.1  | Elia Viviani          | Cannondale Pro Cycling |
| 4-11  | Ruta del Centro           | 2.2  | Victor Garcia Estévez | Depredadores           |
| 6-11  | Tour of Utah              | 2.1  | Tom Danielson         | Garmin-Sharp           |
| 14-18 | Vuelta al Sud de Bolivia  | 2.2  | Oscar Soliz           | Pío Rico-Cochabamba    |
| 19-25 | USA Pro Cycling Challenge | 2.1  | Tejay van Garderen    | BMC Racing Team        |
| 28-1  | Tour do Rio               | 2.2  | Óscar Sevilla         | EPM-Une                |

### Settembre
| Data | Prova                | Cat. | Vincitore    | Squadra                           |
| ---- | -------------------- | ---- | ------------ | --------------------------------- |
| 3-8  | Tour of Alberta      | 2.1  | Rohan Dennis | Garmin-Sharp                      |
| 7    | Bucks County Classic | 1.2  | Kiel Reijnen | UnitedHealthcare Pro Cycling Team |

## Classifiche
Risultati finali.
| Pos. | Corridore         | Squadra          | Punti  |
| ---- | ----------------- | ---------------- | ------ |
| 1    | Javier Acevedo    | Jamis-Hagens     | 247    |
| 2    | Óscar Sánchez     | GW Shimano       | 180    |
| 3    | Ryan Anderson     | Optum            | 152    |
| 4    | Kiel Reijnen      | UnitedHealthcare | 138    |
| 5    | Francisco Mancebo | 5 Hour Energy    | 130    |
| 6    | Daniel Díaz       | San Luis         | 129,67 |
| 7    | Jonathan Millan   | -                | 120    |
| 8    | Oscar Soliz       | Pío Rico         | 118    |
| 9    | Óscar Sevilla     | EPM-Une          | 115    |
| 10   | Philip Deignan    | UnitedHealthcare | 113    |

| Pos. | Squadra                            | Punti  |
| ---- | ---------------------------------- | ------ |
| 1    | UnitedHealthcare                   | 441    |
| 2    | Optum p/b Kelly Benefit Strategies | 366    |
| 3    | Funvic Brasilinvest                | 348    |
| 4    | Jamis-Hagens Berman                | 345    |
| 5    | EPM-UNE                            | 324,67 |
| 6    | San Luis Somos Todos               | 196,68 |
| 7    | Bontrager Cycling Team             | 186    |
| 8    | Jelly Belly p/b Kenda              | 179    |
| 9    | 5 Hour Energy                      | 154    |
| 10   | Androni Giocattoli                 | 152    |

| Pos. | Nazione     | Punti    |
| ---- | ----------- | -------- |
| 1    | Colombia    | 1 460,07 |
| 2    | Stati Uniti | 876,33   |
| 3    | Venezuela   | 596,87   |
| 4    | Brasile     | 512      |
| 5    | Canada      | 416,45   |
| 6    | Messico     | 405      |
| 7    | Argentina   | 381,34   |
| 8    | Costa Rica  | 295      |
| 9    | Ecuador     | 240      |
| 10   | Bolivia     | 216      |